# Uria
Az Uria a madarak osztályának lilealakúak (Charadriiformes) rendjébe és az alkafélék (Alcidae) családjába tartozó nem.

## Rendszerezésük
A nemet Mathurin Jacques Brisson írta le 1760-ban, az alábbi 2 faj tartozik:
- lumma (Uria aalge)
- vastagcsőrű lumma (Uria lomvia)